# Mount Warden
Mount Warden ist ein 2860 m hoher und verschneiter Berg im westantarktischen Marie-Byrd-Land. Im Königin-Maud-Gebirge ragt er unmittelbar südöstlich des Hunt Spur aus einem Kliff an der nordwestlichen Front des Watson Escarpment auf.
Der United States Geological Survey kartierte ihn anhand eigener Vermessungen und Luftaufnahmen der United States Navy aus den Jahren von 1960 bis 1963. Das Advisory Committee on Antarctic Names benannte ihn 1967 nach Leutnant George W. Warden (1913–2003), Navy-Pilot bei Flügen über das Königin-Maud-Gebirge bei der Operation Highjump (1946–1947).